# Querungsanlage

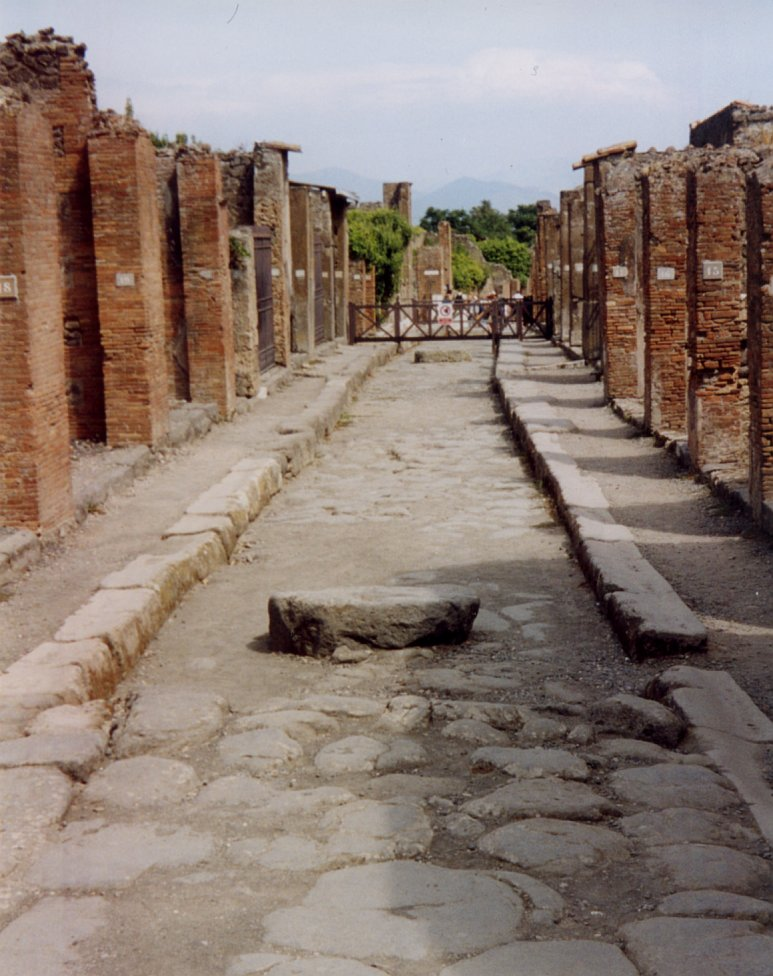
Antiker Gehweg mit Querungshilfe in Pompeji

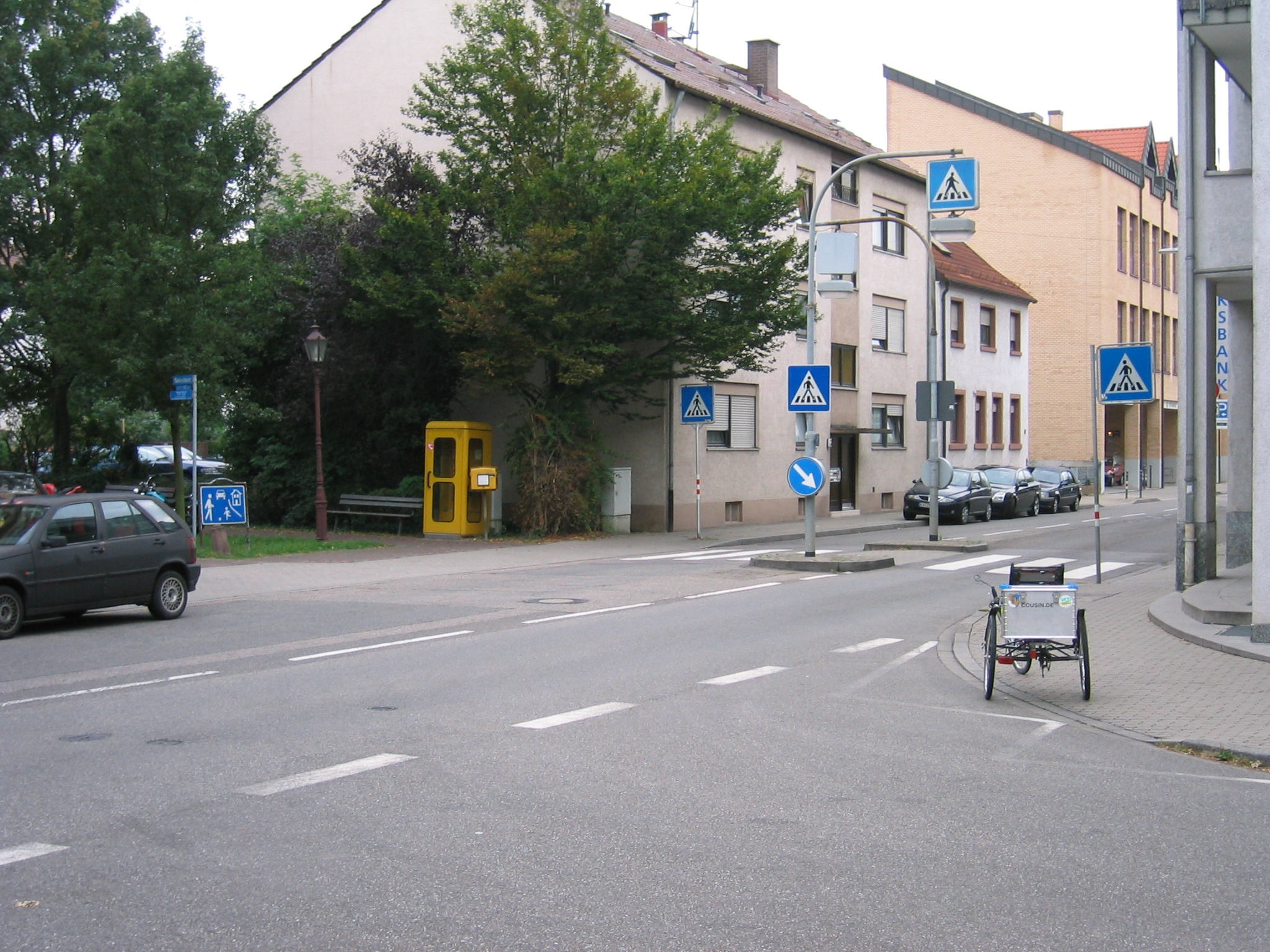
Mittelinsel (in Hamburg: Sprunginsel) in einem Zebrastreifen

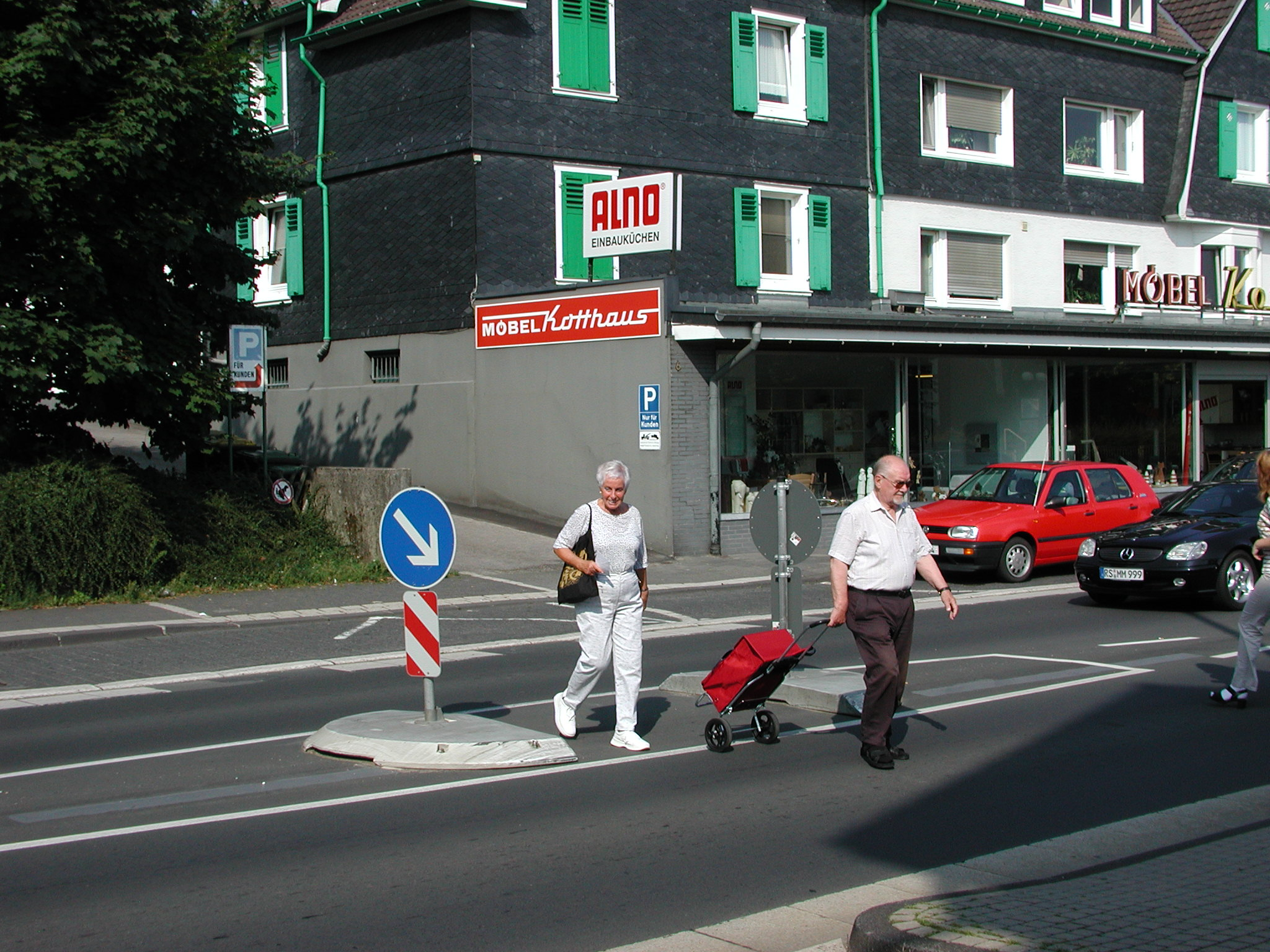
Querungsanlage mit Mittelinsel (in Hamburg: Sprunginsel) ohne Zebrastreifen

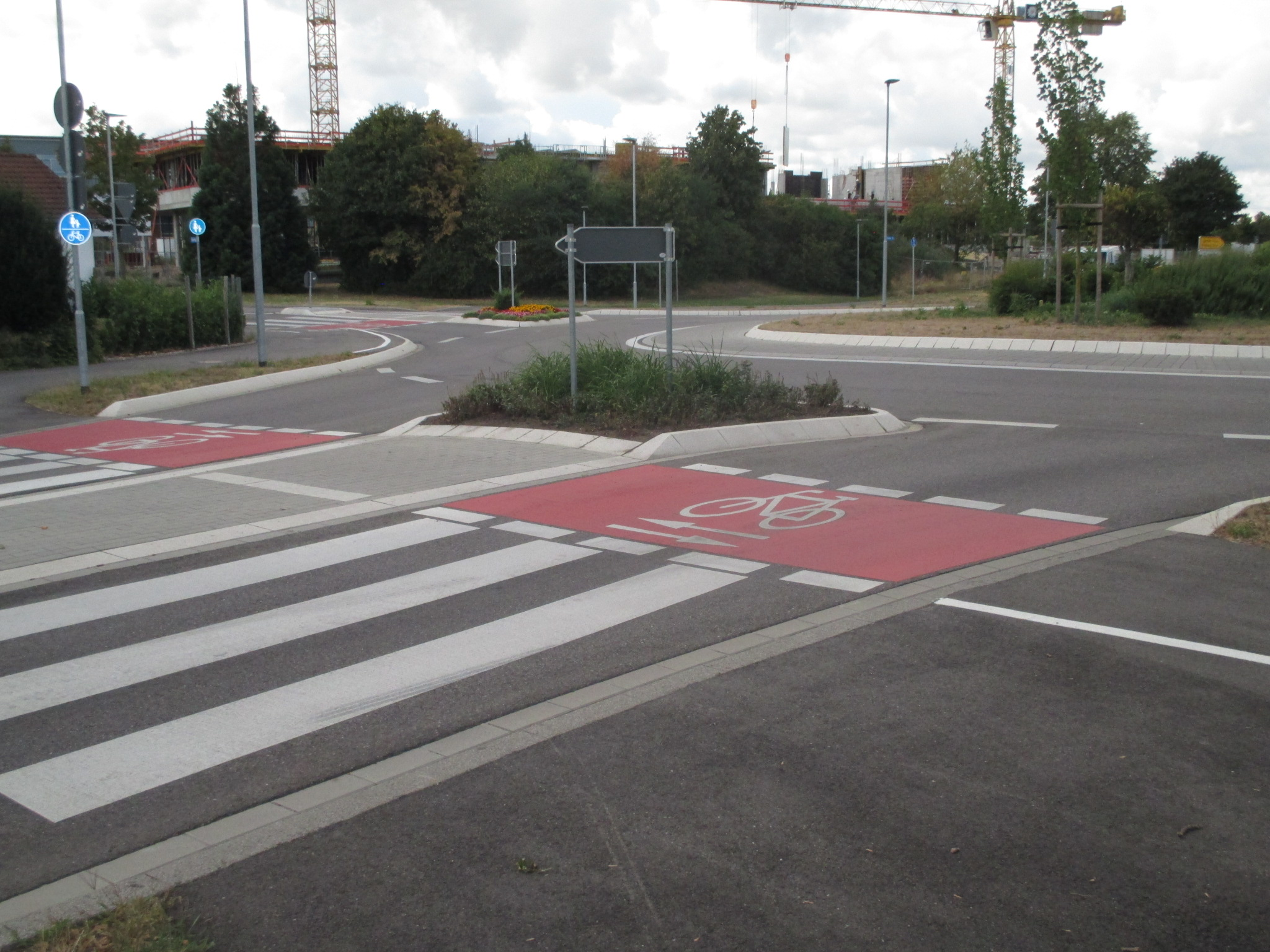
Kombinierte Querungsanlage für Fahrräder und Fußgänger an einem Kreisverkehr (Bad Krozingen, August 2018)

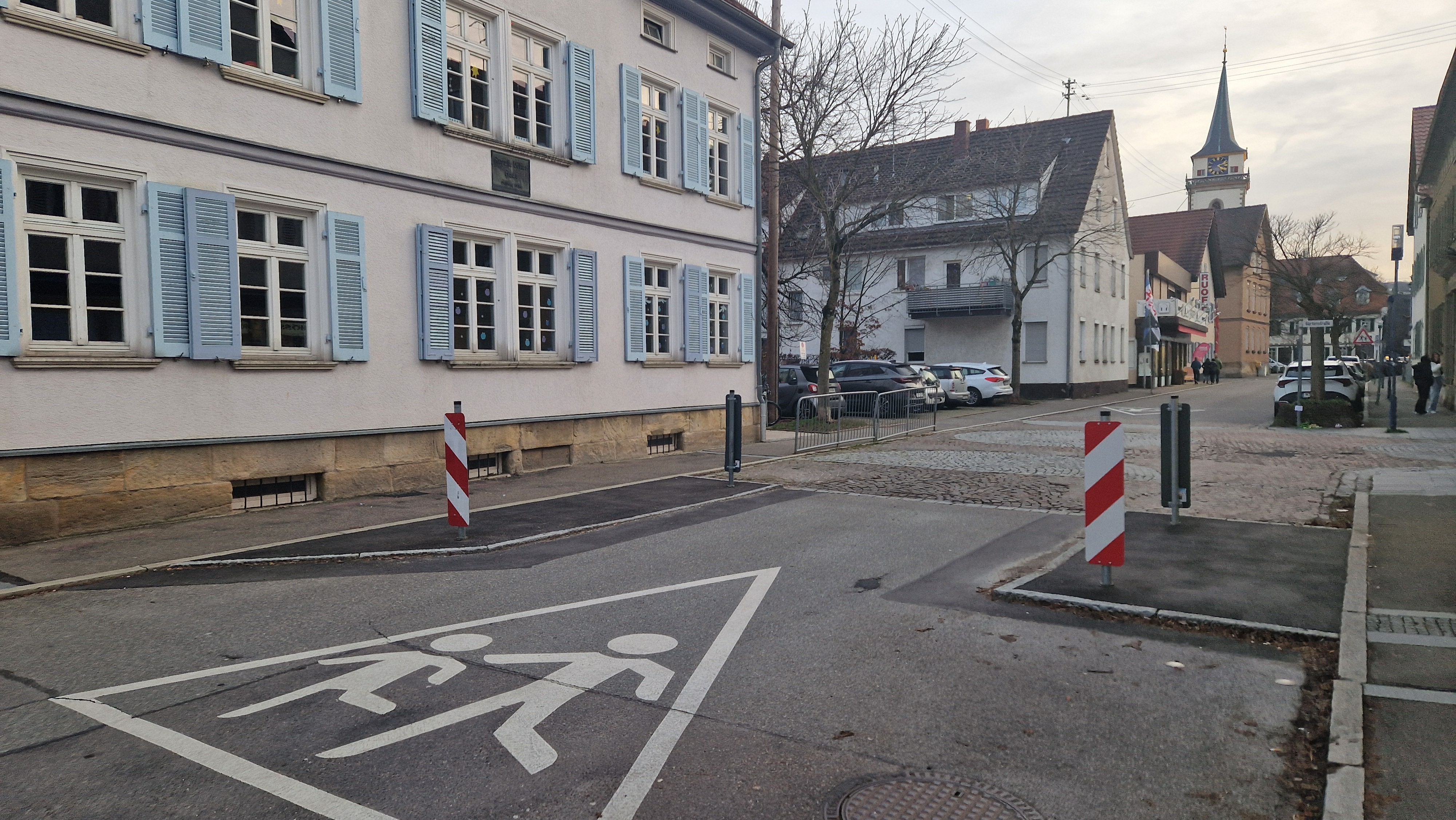
Querungsanlage mit beidseitig vorgezogenen Seitenräumen ohne Zebrastreifen

Unter Querungsanlage, auch Querungshilfe, Straßenübergang oder Sprunginsel, werden alle Maßnahmen verstanden, die die Überquerbarkeit von Fahrbahnen für Fußgänger verbessern, indem die Fußgänger schneller, komfortabler und sicherer queren können.

## Maßnahmen
Folgende Maßnahmen stehen zur Verfügung:
Bauliche Maßnahmen
- Veränderung der Fahrbahnbreite durch Verschmälerung, Rücknahme der Fahrstreifenanzahl bzw. ein- oder beidseitige Verengung der Fahrbahn im Bereich der Querungsstellen
- Vorziehen der Seitenräume
- Verkehrsinsel (z. B. Mittelstreifen oder Mittelinseln)
- Teilaufpflasterungen auf der Strecke, Plateaupflasterungen, Bordsteinabsenkung bzw. Teilaufpflasterungen in den Zufahrten von Anschlussknotenpunkten oder der gesamten Knotenpunktfläche
- Gehwegüberfahrt an Anschlussknoten
- nicht abgerückte Querungsanlagen an Knotenpunkten
- Seitenstreifen vor Parkplätzen neben der Fahrbahn
- Maßnahmen, die den Fußgänger- vom Fahrzeugverkehr (Kfz, aber durchaus auch Rad) räumlich trennen, wie Über- bzw. Unterführungen

Betriebliche Maßnahmen
- Fußgängerübergänge (Zebrastreifen)
- Fußgängerfurten
- Regelung mit Lichtsignalanlagen

Zusätzliche Maßnahmen
- Reduzierung der zulässigen Geschwindigkeit, Bremsbereitschaft; Geschwindigkeitsüberwachung
- Erhöhung der Aufmerksamkeit vor und im Bereich der Querungsanlage, z. B. durch gelbe Blinklichter, Verkehrszeichen, Markierungen und/oder durch entsprechende Gestaltung

Die Straßenverkehrsordnungen fordern auch ohne Kennzeichnung ein Anpassen der Geschwindigkeit und erhöhte Aufmerksamkeit – und zwar von Fußgängern wie auch Fahrzeuglenkern.